# Berberis koreana
Berberis koreana là một loài thực vật có hoa trong họ Hoàng mộc. Loài này được Palib. mô tả khoa học đầu tiên năm 1899.

## Hình ảnh

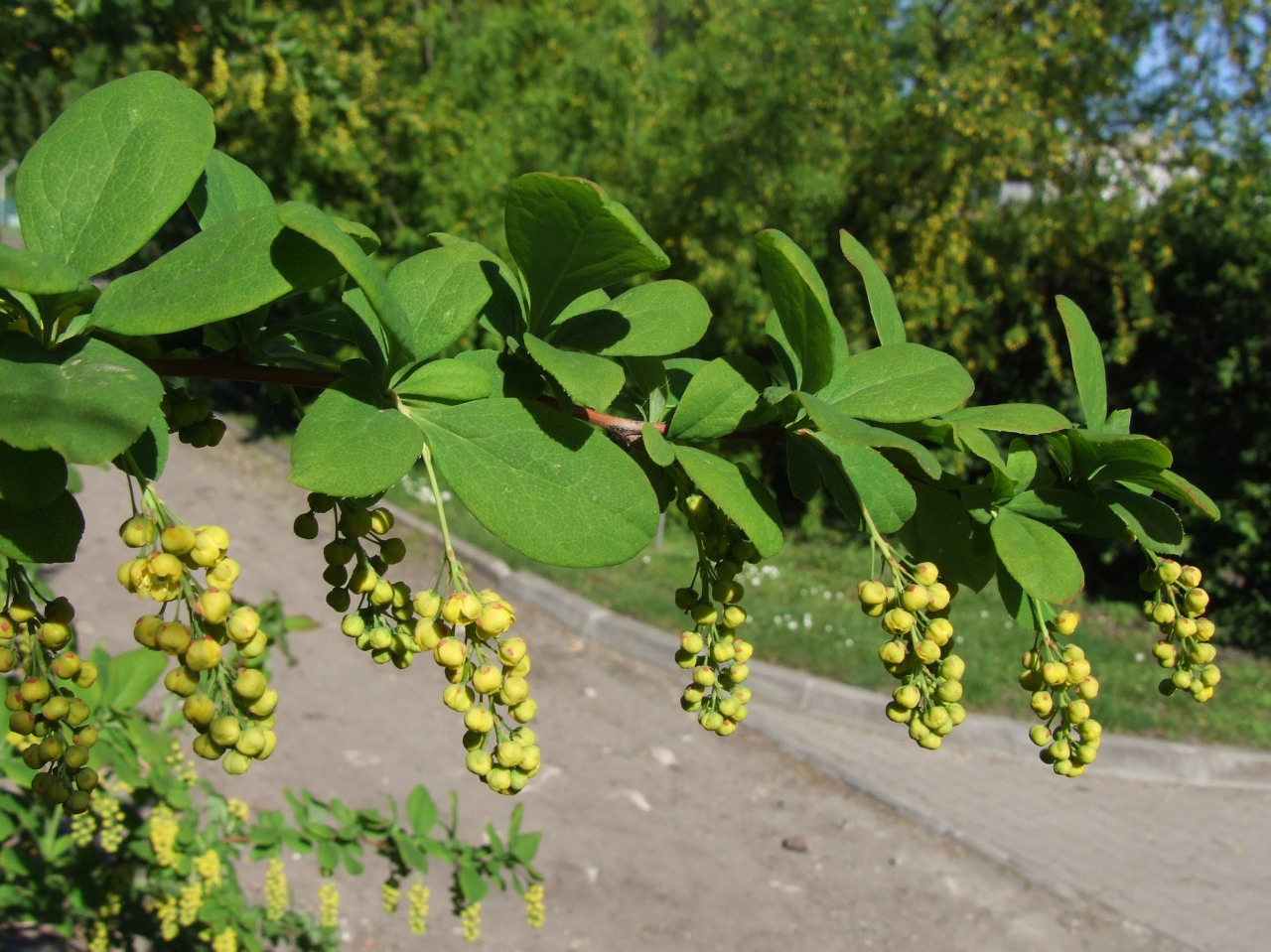
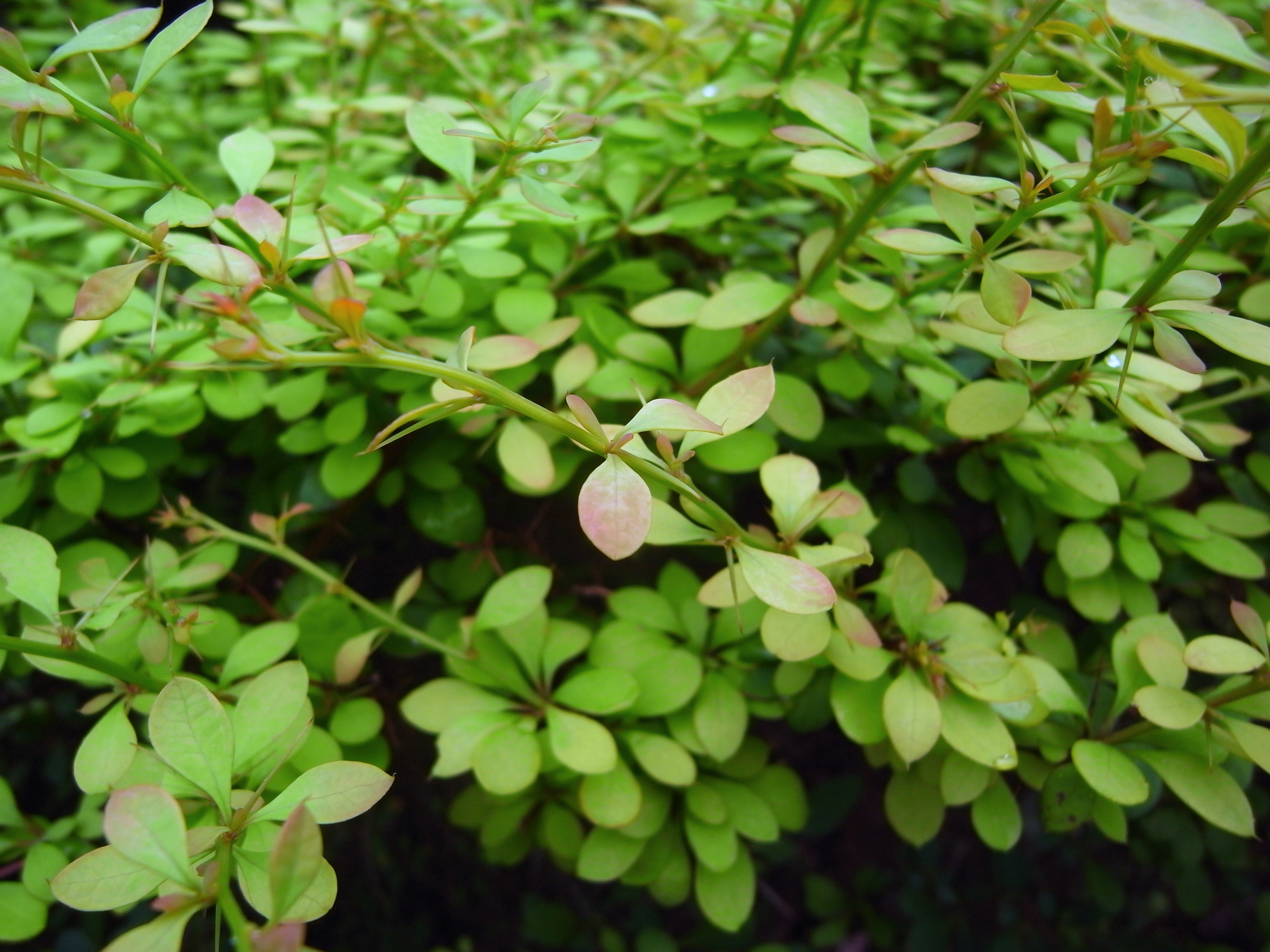
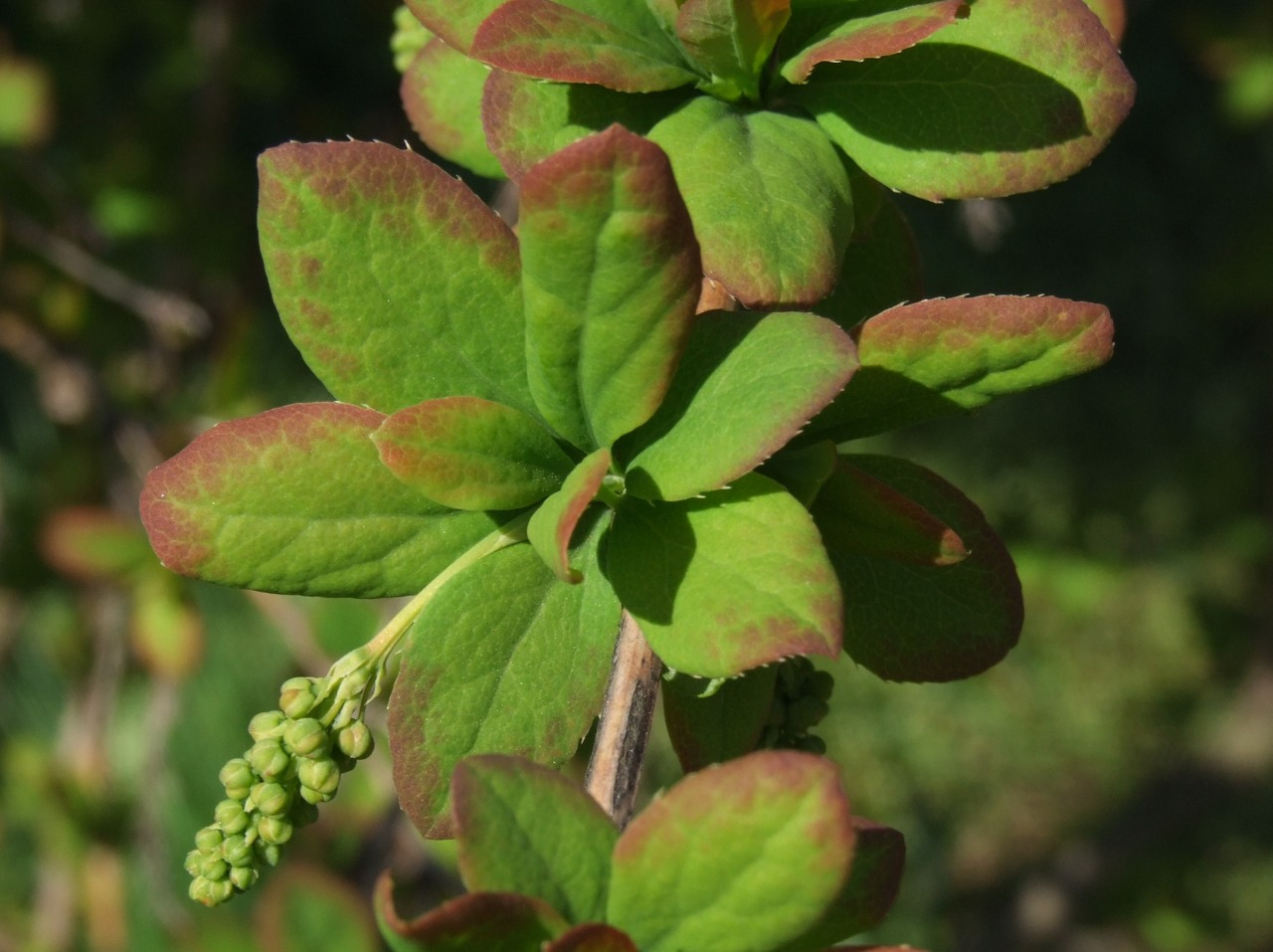